# 8126 Chanwainam
A 8126 Chanwainam (ideiglenes jelöléssel 1966 BL) a Naprendszer kisbolygóövében található aszteroida. A Bíbor-hegyi Obszervatórium fedezte fel 1966. január 20-án.